# 三代目J Soul Brothers LIVE TOUR 2015「BLUE PLANET」

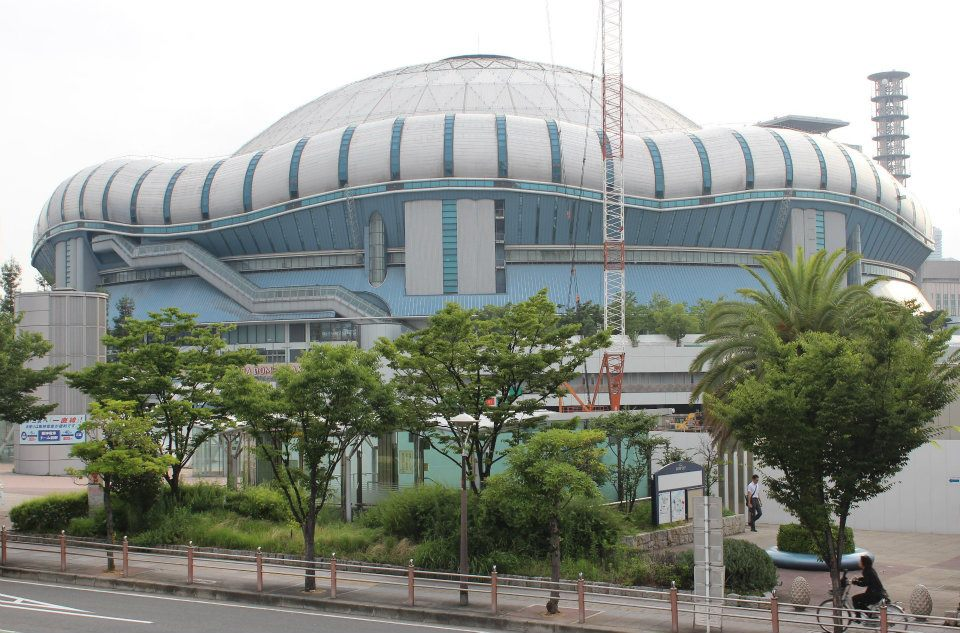
大阪公演の会場となった京セラドーム大阪

『三代目J Soul Brothers LIVE TOUR 2015「BLUE PLANET」』（さんだいめジェイ ソウル ブラザーズ ライブ ツアー にせんじゅうご ブルー プラネット）は、三代目 J Soul Brothers from EXILE TRIBEの通算3作目のライブビデオである。2015年12月16日にrhythm zoneから発売された。

## 概要
- 2015年5月から10月にわたり、全国7会場21公演で82万人、ライブビューイングを含めて120万人を動員した、自身初の6大ドーム・ツアー『三代目J Soul Brothers LIVE TOUR 2015「BLUE PLANET」』から[1]、8月5日・6日に開催した、京セラドーム大阪公演の模様のほか、ツアードキュメント・スペシャルムービーも収録[2]。
- DVD3枚組+スマプラ・ムービー、Blu-ray Disc2枚組+スマプラ・ムービーの2形態での発売。初回生産限定盤はスリーブ仕様でスペシャルフォトブック付き。
- サポートメンバーとしてTHE RAMPAGE、PKCZ®もライブに参加している[3]。

## チャート成績
- 2016年6月23日発表の「オリコン2016年上半期ランキング」で DVDが48.3万枚でDVD総合とDVD音楽の上半期1位を獲得した。また、合算した総合ミュージックDVD・BDで62.8万枚で上半期1位を獲得した[4]。
- 第30回日本ゴールドディスク大賞で、ベスト・ミュージック・ビデオを受賞[5]。2作連続通算2作目の受賞。
- 2016年12月24日発表の「2016年度オリコン年間ランキング」でミュージックDVDが49.6万枚[6]、総合ミュージックDVD・Blu-rayが64.4万枚で年間首位を獲得[7]。「総合DVD+BD部門」「総合DVD部門」「ミュージックDVD+BD部門」「ミュージックDVD部門」など、年間映像ランキング初載冠にして一挙4冠を達成した[8]。

## 収録内容

### DVD DISC1-2 / Blu-ray DISC1
- O.R.I.O.N.
- STORM RIDERS feat.SLASH
- SO RIGHT
- Go my way
- Eeny, meeny, miny, moe!
- 花火
- C.O.S.M.O.S. 〜秋桜〜
- Link（登坂広臣ソロ）
- All LOVE（今市隆二ソロ）
- "CLUB BLUE PLANET" MIXed by PKCZ®
  - PLAY THAT
  - BURNING UP -PKCZ® Remix-
  - FIGHTERS -PKCZ® Remix-
  - 1st Place
  - LOOK @ US NOW!
  - S.A.K.U.R.A. -PKCZ® Remix-
  - R.Y.U.S.E.I.
- Powder Snow 〜永遠に終わらない冬〜
- 冬物語
- PRIDE
- Killer Instinct / SAMURIZE from EXILE TRIBE
- Summer Madness feat. Afrojack
- LET'S PARTY
- (YOU SHINE) THE WORLD
- 銀河鉄道999（三代目 J Soul Brothers ver.）
- 君の瞳に恋してる-Can't Take My Eyes Off You-
- R.Y.U.S.E.I.

[ENCORE/アンコール]
- The Dance in BLUE PLANET
- J.S.B. DREAM
- starting over

### DVD DISC3 / Blu-ray DISC2
三代目 J Soul Brothers LIVE TOUR 2015 BLUE PLANET SPECIAL DOCUMENT MOVIE

## スマプラ・ムービー
DVD/Blu-ray Discに収録された映像がスマートフォン、タブレットでも視聴できる機能。専用プレイヤーアプリ「スマプラ・ムービー」のインストールが必要。有効期間は発売日より2年間。